# ピアノロマン
『ピアノロマン』は、Chicago Poodleの3枚目のインディーズアルバム。

## 内容
最後のインディーズ作品となった本作は、「Hello」のみ杉岡秀則在籍の楽曲で、それ以降はOOMの大賀好修がギターで参加。「Dance 〜華と龍〜」はRYUTAをフィーチャーした。

## 収録曲
1. Hello
作詞：杉岡秀則　作曲：花沢耕太　編曲：Chicago Poodle
2. あながち悪くない
作詞：山口教仁　作曲：花沢耕太　編曲：Chicago Poodle
3. かくれんぼ
作詞：辻本健司　作曲：花沢耕太　編曲：Chicago Poodle
4. If
作詞：山口教仁　作曲：花沢耕太　編曲：岩倉さとし
5. 深くもぐれ
作詞：山口教仁　作曲：花沢耕太　編曲：Cho-ru・Chicago Poodle
6. 求愛ラプソディー
作詞：山口教仁　作曲：花沢耕太　編曲：Cho-ru・Chicago Poodle
7. 逆さまワールド
作詞：辻本健司　作曲・編曲：花沢耕太
8. 愛燦燦
作詞：Chocago Poodle　作曲：花沢耕太　編曲：Chicago Poodle
9. Slow River
作詞：山口教仁　作曲：花沢耕太　編曲：Cho-ru・Chicago Poodle
10. Dance 〜華と龍〜
作詞：山口教仁・RYUTA　作曲：花沢耕太　編曲：Cho-ru・Chicago Poodle
11. ERIKO
作詞：辻本健司　作曲：花沢耕太　編曲：Chicago Poodle
12. フワリ
作詞：山口教仁　作曲：花沢耕太　編曲：Chicago Poodle

## レコーディング参加
- 大賀好修（OOM・Sensation） - ギター
- RITCHIE CARVALLEY - パーカッション